# Бартоломю (окръг, Индиана)
Окръг Бартоломю (на английски: Bartholomew County) е окръг в щата Индиана, Съединени американски щати. Площта му е 1059 km², а населението е 82 208 души (1 април 2020). Административен център е град Колумбус.